# Yves Courage
Yves Courage (Le Mans, 27 aprile 1948) è un ex pilota automobilistico, dirigente sportivo e progettista francese fondatore nel 1981 della 
Automotive Engineering Team Mancelle poi ribattezzata Courage Compétition, un team militante nel campionato del mondo Endurance fino al 2007.
Prima di fondare la scuderia, è stato un pilota di vetture e sport prototipi da corsa, partecipando a 10 edizione della 24 ore di Le Mans, prendendovi parte dal 1977 al 1987 (ad eccezione del 1979).

## Riconoscimenti
- Spirit of Le Mans 2008[2]